# Pycnodontidae
Famille
Les Pycnodontidae sont une famille fossile de poissons à nageoires rayonnées. Cette famille a connu une grande expansion, colonisant des environnements marins et d'eaux douces très variés, des zones géographiques couvrant le monde entier et une durée d’existence très longue du Jurassique moyen jusqu'à l'Éocène, soit environ entre −174 et −34 Ma (millions d'années).

## Description
Les Pycnodontidae possèdent de larges dents arrondies pour écraser les coquilles de mollusques, crustacés, échinodermes… Ces dents résistantes constituent les restes fossiles les plus fréquents. Ils ont vécu en milieu marin, surtout récifal, mais aussi en eaux douces, ,.

## Liste des genres
Selon GBIF (21 juillet 2025) :
- † Abdobalistum Poyato-Ariza & Wenz, 2002
- † Acrotemnus Agassiz, 1836
- † Agoultpycnodus Taverne & Capasso, 2021
- † Anomoeodus Forir, 1887
- † Athrodon Sauvage, 1880
- † Brauccipycnodus Taverne & Capasso, 2021
- † Callodus Thurmond, 1974
- † Coelodus Heckel, 1856
- † Gyronchus Agassiz, 1839
- † Libanopycnodus Taverne & Capasso, 2018
- † Macropycnodon Shimada, Williamson & Sealey, 2010
- † Polazzodus Poyato-Ariza, 2010
- † Potiguara Machado & Brito, 2006
- † Proscinetes Gistel, 1848
- † Pseudopycnodus Taverne, 2003
- † Pycnodus Agassiz, 1833
- † Sigmapycnodus Taverne & Capasso, 2018
- † Sphaerodus Agassiz, 1833
- † Sylvienodus Poyato-Ariza, 2013
- † Tepexichthys Applegate, 1992
- † Texasensis Özdikmen, 2009
- † Thiollierepycnodus Ebert, 2019
- † Thurmondella Özdikmen & Akbulut, 2012
- † Turbomesodon Poyato-Ariza & Wenz, 2004
- † Turboscinetes Ebert, 2016

## Systématique
Le nom valide de ce taxon est Pycnodontidae Agassiz, 1833. L'auteur y fait allusion à de nombreuses reprises dans le premier volume de sa publication sur les Recherches Sur Les Poissons Fossiles sous le terme de Pycnodontes,.

### Étymologie
Du grec « pycno » (épais) et « odontos » (dent) pour signifier la forme épaisse de leurs larges dents broyeuses.

### Publication originale
- Louis Agassiz, Recherches Sur Les Poissons Fossiles, vol. 1, Neuchâtel, Petitpierre, 1833, 188 p. (lire en ligne).